# Jan Svoboda
Jan Svoboda (Brno, 3 maggio 1969) è un ex cestista cecoslovacco.

## Carriera
Ha partecipato ai Campionati europei del 1991.

## Palmarès
- Campionato cecoslovacco: 3

Zbrojovka Brno: 1986-87, 1987-88, 1989-90